# Das Vierte

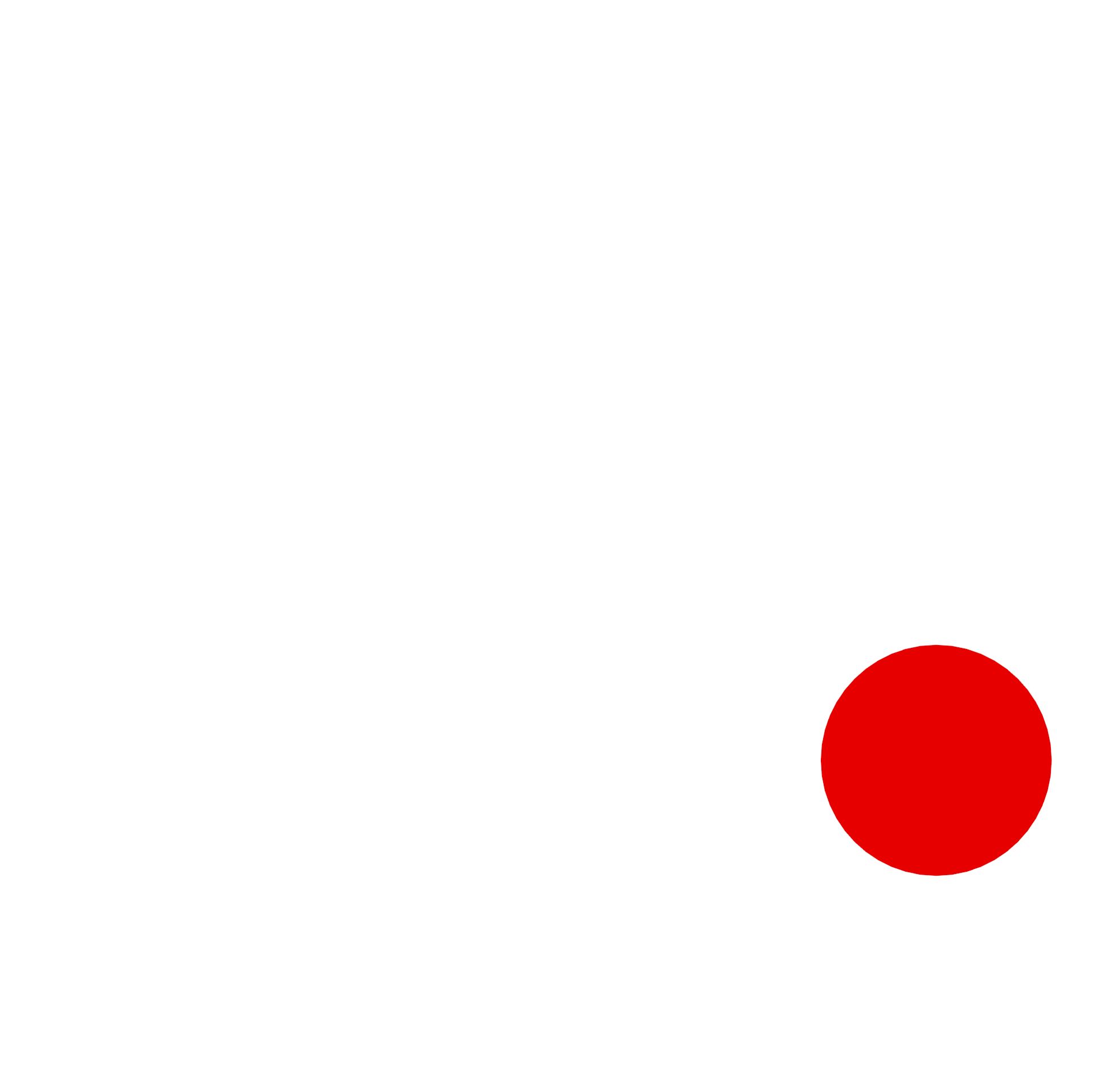
Logo reproduction VIEW par LCCRAFT

Das Vierte était une chaîne de télévision allemande lancée en 2005 par NBCUniversal, dont les émissions ont cessé fin 2013. Elle était diffusée notamment sur le satellite Astra 1 à 19,2°E.

## Histoire de la chaîne
La chaîne est lancée le 29 septembre 2005 par NBCUniversal en remplacement de NBC Europe diffusée depuis 1987 sur les satellites Hotbird et Astra et plusieurs réseaux câblés. Depuis 1998, NBC Europe avait restreint son activité à l'Allemagne uniquement. En mai 2004, NBC était devenue une filiale à 80 % de General Electric et 20 % de Vivendi Universal
Le 1er juillet 2008, NBCUniversal vend la chaîne à Dmitri Lesnewski, producteur et homme d'affaires russe, cofondateur de la chaîne russe REN qui rénove le concept en Mini Movie International. Le 19 septembre 2009, l'agence View rénove l'identité visuelle de Das Vierte et lui donne un nouveau slogan : Be happy (Soyez heureux).
Le 23 septembre 2012, la presse évoque un possible rachat de Das Vierte par la Walt Disney Company. Le contrat de vente pour un montant non révélé est confirmé le 25 septembre 2012,.
Le 17 avril 2013, Disney et Disney Germany annoncent qu'ils vont utiliser la plateforme de la chaîne Das Vierte pour lancer en janvier 2014 une chaîne Disney Channel gratuite qui sera en compétition avec ses bouquets payants et ses autres actifs allemands, Super RTL et RTL II,. Le 26 juin 2013, Super RTL annonce une réduction d'effectif en prévision de la compétition due au renommage de Das Vierte en Disney Channel prévu en janvier 2014. Le 12 octobre 2013, Disney annonce l'arrêt de la version payante de Disney Channel Deutschland le 29 novembre 2013 au profit d'une gratuite devant débuter le 17 janvier 2014 sur l'ancien canal de Das Vierte.
Le 31 décembre 2013, la chaîne de télévision Das Vierte est fermée, après une bande-annonce remerciant les téléspectateurs, avant de diffuser une boucle faisant la promotion de Disney Channel.

## Identité visuelle (logo)

Logo du 29 septembre 2005 au 19 septembre 2009.
Logo du 19 septembre 2009 au 31 décembre 2013.